# كارلوس بالديراس
كارلوس بالديراس (بالإنجليزية: Carlos Balderas)‏ (مواليد 24 أغسطس 1996) هو ملاكم أمريكي، مثّل بلاده في الألعاب الأولمبية الصيفية 2016.

## روابط خارجية
كارلوس بالديراس على موقع بوكس ريك (الإنجليزية) (registration required)
- كارلوس بالديراس على موقع اللجنة الأولمبية الدولية (الإنجليزية)
- كارلوس بالديراس على موقع أوليمبيديا (الإنجليزية)
- كارلوس بالديراس على موقع اللجنة الأولمبية والبارالمبية الأمريكية (الإنجليزية)